# Venere e Cupido (Cranach)
Venere e Cupido è un dipinto a olio su tavola (81,3x54,6 cm) di Lucas Cranach il Vecchio, databile al 1529 circa e conservato nella National Gallery di Londra.

## Storia e descrizione
L'opera è un'allusione ai piaceri e i rischi, fisici e morali, dell'amore. Venere è raffigurata in una posa che ne evidenzia il fisico sinuoso ed affusolato, e nuda, tranne il cappello e il girocollo che la qualificano come una cortigiana. La sua carnagione eburnea è evidenziata ad arte dallo sfondo di un cespuglio scuro (probabilmente di alloro) ed essa si appiglia al ramo di un melo carico di frutti, secondo l'iconografia di Eva che proprio in quegli anni era oggetto di importanti dipinti e studi sulla proporzione umana: un esempio è la celebre incisione del Peccato originale di Dürer, a cui sembra rifarsi anche il bosco ombroso, popolato di animali simbolici, a sinistra nel dipinto di Cranach.
In basso si vede il piccolo Amore/Cupido che ha rubato un favo di miele, ma è perseguitato dalle api che lo pungono. Si tratta di un'illustrazione alla lettera di un testo di Teocrito, tradotto dal latino in tedesco nel 1522 e nel 1528, ma si rifà anche al tema attualissimo delle malattie veneree, vere e proprie epidemie portate dagli eserciti impegnati nelle varie guerre in continente.
Il paesaggio a destra, con il picco roccioso su un corso d'acqua, ricorda da vicino gli scenari tipici della scuola danubiana, di cui Cranach fu uno dei principali esponenti.